# François Amelry
François Amelry est un carme flamand du XVIe siècle, auteur d'ouvrages de spiritualité, à l'époque du Concile de Trente.

## Biographie
On ne connaît ni la date de naissance ni la date de décès de François Amelry. Bachelier en théologie, il a vécu à Ypres (Belgique), dans les Pays-Bas espagnols, au sein de la communauté des carmes, dont il a été le prieur, estimé du clergé et du peuple pour sa science et la sainteté de ses mœurs. Sur un petit nombre d'années, vers le milieu du XVIe siècle, il a publié une série d'ouvrages, en néerlandais, à Anvers et à Ypres. Certains de ces livres sont les premiers à avoir été imprimés dans cette ville, sous les presses de Josse Destree, à l'enseigne du Pélican Rouge.  

## Postérité
Les ouvrages de François Amelry visent à un approfondissement de la foi chrétienne. Dans l'ordre de parution, il s'agit d'une explication de la parabole de Lazare et du Mauvais Riche; d'un recueil de sermons; d'un traité sur le Saint-Sacrement, dans lequel l'auteur explique comment recevoir dignement l'eucharistie; d'un dialogue (forme littéraire remise à l'honneur par l'Humanisme de la Renaissance) portant sur la vie mystique (union et connaissance de Dieu); d'un manuel de méditations et de prières; d'une paraphrase du psaume 113; d'un guide ascétique; et enfin d'un petit catéchisme métaphysique, qui traite de Dieu, des anges et de l'âme.

### Œuvres
- Een vruchtbare wtlegginghee  op dat H. Evangelie van den rijcken vrecke, ende den armen Lazaro..., Anvers, 1544.
- Een zeer costelic ende wtnemende troostelic hanboucxkin..., Ypres, 1548; 1552.
- Een cleen traectaetkin van de waerde des elich Sacraments..., Ypres, 1548; 1550.
- Een dialogus oft same sprekinghe der ziele, ende scriftuerlic bewys, de zelve tot kenesse van hueren brudegom treckende..., Ypres, 1549; Anvers, 1551; 1552.
- Veel schoone beweghelike ende vierighe ghebeden..., Anvers, 1549, 1551; 1552.
- Een schoon ende protelycke wtlegghinghe..., Anvers, 1551.
- Een devoet boecxken leerende hoe men God dienen sal..., Anvers, 1551; 1552.
- Den spieghel der eeuwighen levens, seer profitelyck voor alle menschen..., Anvers, 1546.

### Études
- Eug. De Seyn, « Amelry (Fransoys) », Dictionnaire biographique des Sciences, des Lettres et des Arts en Belgique, Bruxelles, Éditions L'Avenir, t. I,‎ 1936, p. 10, col. 2 - p. 11, col. 1.
- Jean-Marie de l'Enfant-Jésus, « Amelry (François) », Dictionnaire de spiritualité ascétique et mystique, Paris, Beauchesne, t. I,‎ 1937 (lire en ligne).